# Chondrilla jinensis
Chondrilla jinensis är en svampdjursart som beskrevs av Jörn Hentschel 1912. Chondrilla jinensis ingår i släktet Chondrilla och familjen Chondrillidae.
Artens utbredningsområde är havet kring Indonesien. Inga underarter finns listade i Catalogue of Life.